# Дубицкий, Павел Борисович
Павел Борисович Дубицкий (род. 27 августа 1982 года) — казахстанский легкоатлет.

## Карьера
Воспитанник кокшетауского спорта.
Многократный победитель и призёр чемпионатов Азии, зимних чемпионатов Азии, Азиатских игр в помещениях.
Мастер спорта Республики Казахстан международного класса по легкой атлетике.
В 2005 году окончил Казахскую Академию туризма и спорта (Алматы).
Полицейский УТО ДВД, младший сержант полиции.
В 2010 году закончил активную спортивную карьеру.